# Saprinus discoidalis
Saprinus discoidalis är en skalbaggsart som beskrevs av J. L. Leconte 1851. Saprinus discoidalis ingår i släktet Saprinus och familjen stumpbaggar. Inga underarter finns listade i Catalogue of Life.